# Switłana Haluk
Switłana Haluk (ukr. Світлана Галюк, ur. 19 listopada 1987) – ukraińska kolarka torowa i szosowa, srebrna medalistka torowych mistrzostw świata.

## Kariera
Pierwszy sukces w karierze Switłana Haluk osiągnęła w 2007 roku, kiedy na szosowych mistrzostwach Europy U-23 zdobyła srebrny medal w indywidualnej jeździe na czas, a na torowych mistrzostwach Europy w tej samej kategorii wiekowej była druga w indywidualnym wyścigu na dochodzenie. W 2008 roku brała udział w mistrzostwach świata w Manchesterze, gdzie wspólnie z Lubow Szuliką i Łesią Kałytowśką zdobyła srebrny medal w drużynowym wyścigu na dochodzenie. W tym samym roku ponownie była druga w indywidualnej jeździe na czas na mistrzostwach świata U-23. W 2010 roku wystąpiła na mistrzostwach świata w Kopenhadze, zajmując ósme miejsce w drużynowym wyścigu na dochodzenie.